# 瓦都乡
瓦都乡，是中华人民共和国四川省凉山彝族自治州布拖县曾经下辖的一个乡。2021年1月12日，撤销瓦都乡，原瓦都乡采业村所属行政区域为乐安镇的行政区域；先锋村、多乐村、宜牧村所属行政区域为俄里坪镇的行政区域。

## 行政区划
瓦都乡撤销前下辖以下地区：
先锋村、宜牧村、多乐村和采业村。